# Hexatoma nubeculosa
Hexatoma nubeculosa là một loài ruồi trong họ Limoniidae. Chúng phân bố ở miền Cổ bắc.